# Niccolò Guicciardini

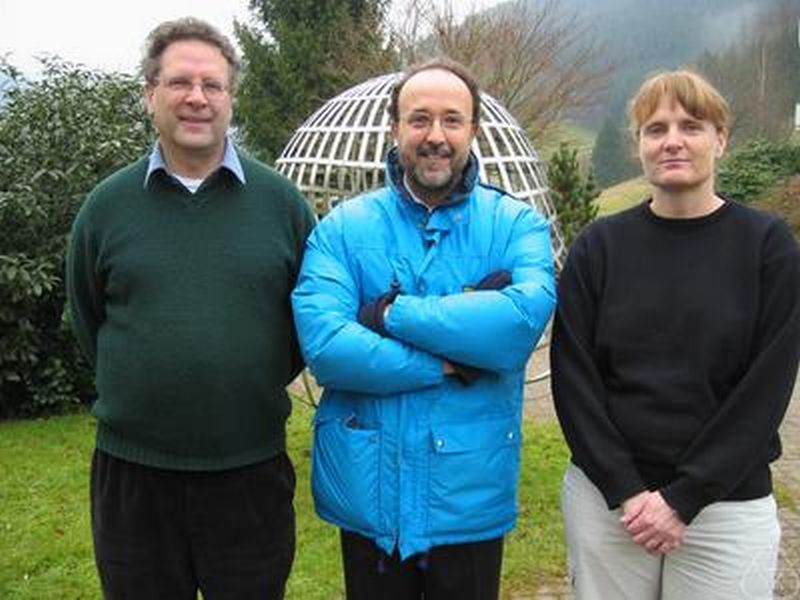
Da esquerda para direita: David E. Rowe, Niccolò Guicciardini, e Tinne Hoff Kjeldsen, Oberwolfach 2005

David E. Rowe, Niccolò Guicciardini, Tinne Hoff Kjeldsen, Oberwolfach 2005
Niccolò Guicciardini Corsi Salviati (Florença, 28 de maio de 1957) é um historiador da matemática italiano. Ele é professor na Universidade de Milão e é conhecido por seus trabalhos a respeito da obra científica de Isaac Newton.
Guicciardini obteve seu Ph.D. em 1987 sob a supervisão de Ivor Grattan-Guinness.
Em 2011 ele foi laureado com o Prêmio Internacional Fernando Gil.

## Publicações selecionadas
- Isaac Newton on mathematical certainty and method
- "Did Newton use his calculus in the Principia?"
- "Newton's method and Leibniz's calculus"